# Mokradłosz Richardsona
Mokradłosz Richardsona (Calliergon richardsonii (Mitt.) Kindb. ex G.Roth) – gatunek mchu z rodziny krzywoszyjowatych.

## Rozmieszczenie geograficzne
Występuje w Ameryce Północnej (Kanada, Alaska, Grenlandia, północna część Kontynentalnych Stanów Zjednoczonych) i Eurazji (Skandynawia, Alpy, Islandia, Syberia). Gatunek odnotowano w Polsce.

## Morfologia
GametofitMech tworzy luźne, darnie o barwie brązowo-żółtej, które z czasem brązowieją. Łodyżki są nieregularnie i słabo rozgałęzione. Listki są proste, jajowate, cieńsze i wyraźnie węższe na gałązkach bocznych w porównaniu z listkami na łodyżce głównej.
SporofitSeta smukła, czerwona lub żółta. Puszki mają 2,5–3 mm długości, cylindryczny kształt, są zakrzywione i nachylone. Długość zarodników wynosi od 17 do 31 μm.

## Ekologia
Gatunek występuje w wilgotnych, eutroficznych miejscach, na bagnach, w rowach lub w wilgotnych lasach brzozowych. Czasami rośnie w jeziorach.

## Status i ochrona
W Czerwonej księdze gatunków zagrożonych Międzynarodowej Unii Ochrony Przyrody uznawany jest za gatunek najmniejszej troski (LC – Least Concern).
Gatunek objęty jest w Polsce ochroną ścisłą od 2004 r. Jego status ochronny potwierdzony został w Rozporządzeniu Ministra Środowiska z dnia 9 października 2014 w sprawie ochrony gatunkowej roślin.